# سگ‌های انسان‌نما
سگ‌های انسان‌نما (انگلیسی: Human Hounds) یک فیلم کمدی صامت کوتاه به کارگردانی ویلارد لوئیس است که در سال ۱۹۱۶ منتشر شد. از بازیگران این فیلم می‌توان به اولیور هاردی اشاره کرد.